# Kazan Kremlin Cup
La Kazan Kremlin Cup è stato un torneo professionistico di tennis giocato sul cemento indoor, che faceva parte dell'ATP Challenger Tour. Si è giocato annualmente alla Kazanskaya akademiya tennisa di Kazan', in Russia, dal 2010 al 2016.

## Albo d'oro

### Singolare
| Anno | Campione             | Finalista          | Punteggio      |
| ---- | -------------------- | ------------------ | -------------- |
| 2010 | Michał Przysiężny    | Julian Reister     | 7–6(5), 6–4    |
| 2011 | Marius Copil         | Andreas Beck       | 6–4, 6–4       |
| 2012 | Jürgen Zopp          | Marius Copil       | 7–6(4), 7–6(4) |
| 2013 | Oleksandr Nedovyesov | Andrej Golubev     | 6–4, 6–1       |
| 2014 | Marsel İlhan         | Michael Berrer     | 7–6(6), 6–3    |
| 2015 | Aslan Karacev        | Konstantin Kravčuk | 6–4, 4–6, 6–3  |
| 2016 | Tobias Kamke         | Aslan Karacev      | 6–4, 6–2       |

### Doppio
| Anno | Campioni                              | Finalisti                          | Punteggio           |
| ---- | ------------------------------------- | ---------------------------------- | ------------------- |
| 2010 | Jan Mertl Jurij Ščukin                | Tobias Kamke Julian Reister        | 6–2, 6–4            |
| 2011 | Yves Allegro Andreas Beck             | Michail Elgin Aleksandr Kudrjavcev | 6–2, 6–4            |
| 2012 | Sanchai Ratiwatana Sonchat Ratiwatana | Aljaksandr Bury Mateusz Kowalczyk  | 6–3, 6–1            |
| 2013 | Radu Albot Farrukh Dustov             | Jahor Herasimaŭ Dzmitry Zhyrmont   | 6–2, 6(3)–7, [10–7] |
| 2014 | Flavio Cipolla Goran Tošić            | Victor Baluda Konstantin Kravčuk   | 3–6, 7–5, [12–10]   |
| 2015 | Michail Elgin Igor Zelenay (1)        | Andrea Arnaboldi Matteo Viola      | 6–3, 6–3            |
| 2016 | Aljaksandr Bury Igor Zelenay (2)      | Konstantin Kravčuk Philipp Oswald  | 6–2, 4–6, [10–6]    |